# 宇和島市営丸山球場
宇和島市営丸山球場（うわじましえいまるやまきゅうじょう）は、愛媛県宇和島市和霊町丸山公園内にある野球場。1974年開設。
全国高等学校野球選手権愛媛大会や四国アイランドリーグplusの試合（主催は愛媛マンダリンパイレーツ）を開催している。
2008年から2年をかけて改修工事が行われ、2010年6月に完成した。両翼が従来の91mから100mに広げられたほか、外野の芝生席や内野スタンドの屋根が設置された。これにより、収容人員が従来の3000人から4000人に増えた。2010年度には総工費約1億円でナイター設備の設置工事がおこなわれ、2011年3月に完成している。

## 施設概要
- 全体面積：21,000㎡
- 両翼：100m、中堅：122m

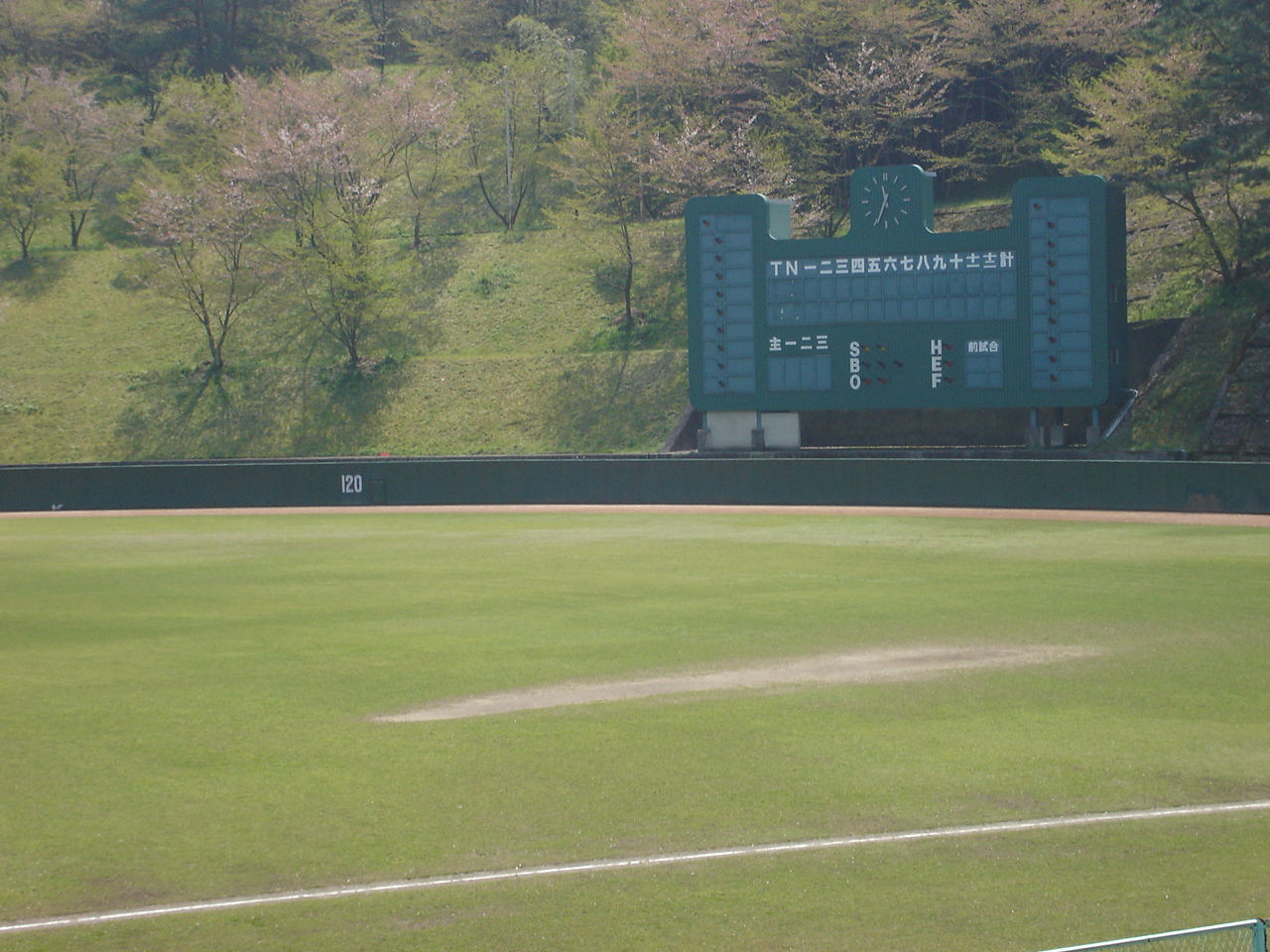
スコアボード（改修前）

- 外野フェンス高：3.0m（金網部1.0m含む）
- 収容人員：4000人（バックネット裏:椅子1200席、内野:椅子1100席、外野:芝生1700席）
- スタンド屋根：バックネット裏上部
- 更衣室・控室4カ所、シャワー室2カ所（温水）
- ブルペン：ダックアウト裏2カ所
- スコアボード：磁気反転式（遠隔操作）
- ナイター設備：あり

## ライブ
- 1991年8月3日　TUBE「LIVE AROUND SPECIAL '91 猛烈残暑」

## 交通機関
- 鉄道 - 四国旅客鉄道（JR四国）予讃線、宇和島駅下車、徒歩15分
- 最寄りのインターチェンジ - 宇和島道路、宇和島朝日インターチェンジ(宇和島北方面の出入り)、宇和島坂下津インターチェンジ(津島高田方面の出入り)